# Thottea reflexa
Thottea reflexa är en piprankeväxtart som beskrevs av T.L.Yao. Thottea reflexa ingår i släktet Thottea och familjen piprankeväxter. Inga underarter finns listade i Catalogue of Life.